# Amri-Kultur

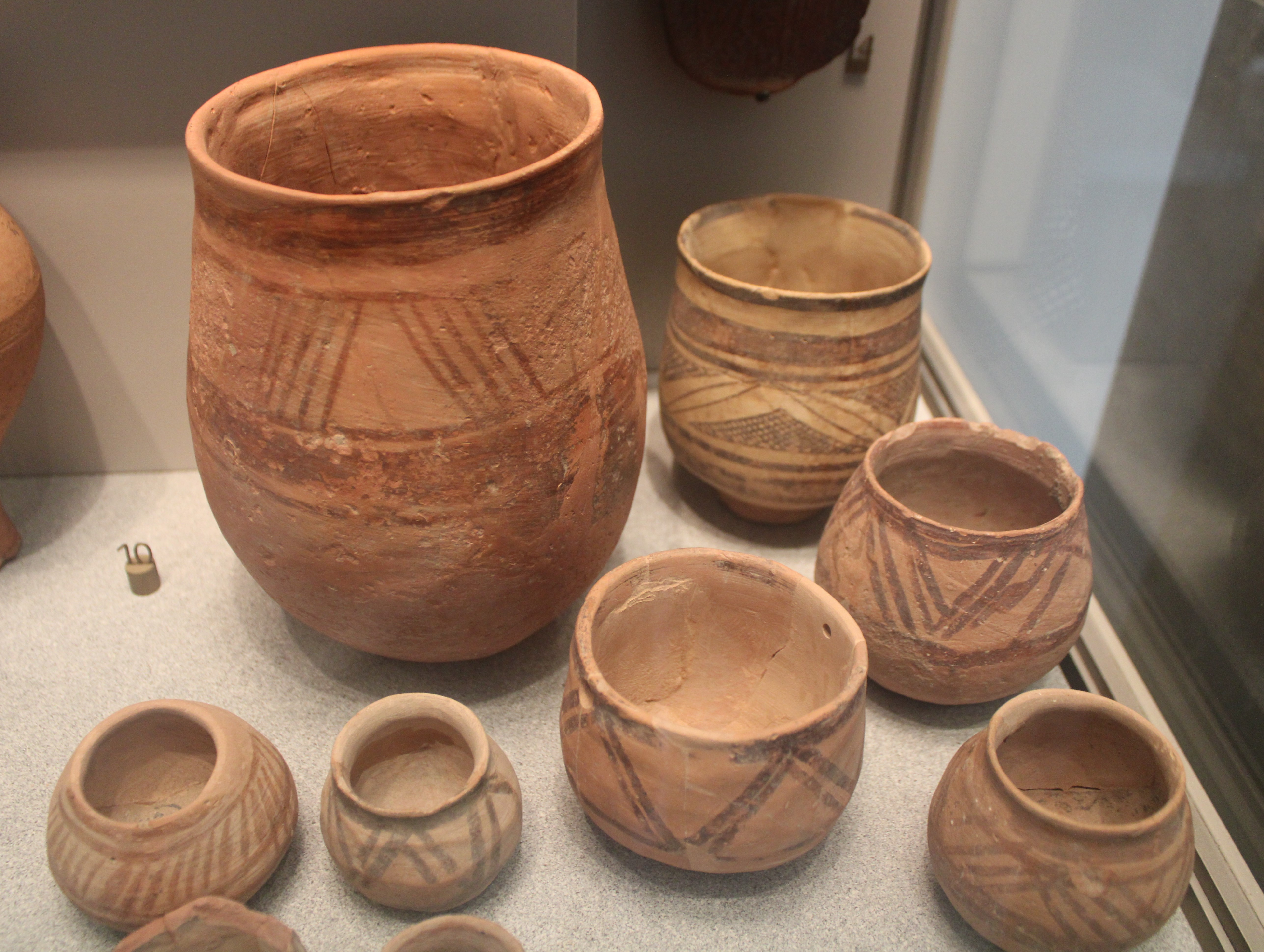
Keramik der Amri-Kultur (2.700–2.600 v. Chr.)

Die Amri-Kultur war eine Kultur am unteren Indus im 4. und 3. Jahrtausend v. Chr. in Belutschistan und Sindh (Pakistan). Die Kultur ist nach dem gleichnamigen Fundort Amri im Industal benannt. Sie ging der Indus-Kultur voraus, die sich von Norden ausbreitete und sie ablöste. Während gegen Ende des 3. Jahrtausend v. Chr. erstmals Keramik der Indus-Kultur, wohl aus Mohenjo-Daro importiert, auftauchte, verschwindet die Amri-Keramik dann völlig.
Sie hat einige Gemeinsamkeiten mit der Nal-Kultur, wobei die Nal-Kultur eher in den Bergen von Belutschistan, die Amri-Kultur eher im unteren Industal verbreitet ist.
Die Amri-Keramik ist hell mit einem cremefarbigen Überzug. Die Keramik ist mit geometrischen Mustern, meist in rot und blau dekoriert. Kupfer war bekannt.